# ميرساد ميادينوسكي
ميرساد ميادينوسكي (1 أكتوبر 1981 بستروغا في جمهورية مقدونيا - ) هو مدرب كرة قدم ولاعب كرة قدم سويسري في مركز الدفاع. لعب مع نادي أويبست ونادي دبرتسني ونادي زيورخ ونادي سيون ونادي شافهاوزن ونادي ويل ونادي بادن ‏.

## وصلات خارجية
- ميرساد ميادينوسكي على موقع قاعدة بيانات كرة القدم.إي يو (الإنجليزية)
- ميرساد ميادينوسكي على موقع Soccerway.com (الإنجليزية)
- ميرساد ميادينوسكي على موقع عالم كرة القدم.نت (الإنجليزية)